# Vavřinecké údolí
Vavřinecké údolí se nachází v okrese Kolín na katastrálním území obcí Církvice, Nesměň, Hryzely, Vršice, Barchovice a Doubravčany. Zalesněným údolím protéká Vavřinecký potok, který se v úseku mezi obcemi Církvice a Doubravčany zařezává hluboko do krajiny. Území ležící v nadmořské výšce mezi 285 m do 365 m. o celkové délce 8,5 km ve směru sever - jih a rozloze zhruba 65 ha se nachází jihozápadně od obce Zásmuky a je ze zákona zařazeno mezi významné krajinné prvky. Významnými krajinnými prvky jsou podle §3, písmeno b) zákona č. 114/1992 Sb. o ochraně přírody vodní toky, rybníky, jezera, rašeliniště, údolní nivy. Výrovka (na horní toku též Vavřinecký potok) pramení v nadmořské výšce 487 m n. m. u obce Kochánov jižně od Uhlířských Janovic a je levým přítokem Labe u Kostomlátek (178 m n. m.).
Celková délka toku je 60,3 km.

## Historie

### Nejstarší dějiny
Na malé plošině na levém břehu Vavřineckého potoka byly nalezeny bronzové sekery, čepel dláta, nůž, srp, nákrčníky a větší terčovitá ozdoba zvaná faléra pocházející z doby bronzové.

#### Hradiště Hryzely
Nad soutokem Bohouňovického a Vavřineckého potoka bylo objeveno rozsáhlé raně středověké hradiště. hradiště Hryzely se rozkládá jihovýchodně od obce v mistě zvaném Šance, V Šancích či Na Šancích. Je datováno do 8. až 9. století. Do dnešní doby se zachovaly tři mohutné, místy až šest metrů vysoké valy. Hradiště je podobné nedalekému hradišti Stará Kouřim.

#### Hradiště Doubravčany-jih
Jihozápadně od Doubravčan na ostrožně nad soutokem Vavřineckého a Malotického potoka se nachází hradiště Doubravčany o rozloze asi 4,5 ha. Nálezy jsou datované do období knovízské kultury (mladší doby bronzové), štítarské kultury (pozdní doby bronzové), římské doby a zejména raného středověku.

## Obce

#### Církvice
První zmínka o obci Církvice se objevuje v roce 1400. Církvici nezávisle na sobě uvádějí Konrád z Církvice (Conradus de Czyrkwicz) a Matyáš z Církvice (Mathias de Czyrkwicz). Majetkem sázavského kláštera se Církvice stala v druhé polovině 17. století. Klášter zde krátce po roce 1713 nechal vybudovat malý zámeček tzv. vrchnostenský dům. V druhé polovině 18. století bylo panství již v držení světských majitelů, kteří zámeček přestavěli do současné podoby.

#### Hryzely
Obec Hryzely se poprvé připomíná v roce 1316. Zápis se týká soudní pře, kterou vedli Unka z Hryzel (Vnka de Hryzela) a Diviš z Talmberka. V 16. století bylo panství rozděleno. Jedna část připadla panství zásmuckému, druhá pak panství černokosteleckému. Toto rozdělení vydrželo až do poloviny 19. století, do zániku patrimoniální správy. V roce 1561 se uvádí zpráva o tvrzi, ta pravděpodobně zanikla koncem 16. století.

#### Doubravčany
Obec Doubravčany se poprvé připomíná v roce 1436. Tehdy obec i s dalším majetkem sázavského kláštera získal do zástavy od císaře Zikmunda Jan IV. Zajímač z Kunštátu, švagr Jindřicha z Rožmberka. Je tedy možné, že obec existovala již v předhusitském období. Od poloviny 16. století byly Doubravčany součástí zásmuckého panství.

## Mlýny

#### Mlýn Nouzov
V zásmucké matrice je k roku 1666 zapsán „křest dcerušky Daniela Sobotky, toho času mlynáře Nauzovského“. Jako součást Nesměně, tedy části náležející k zásmuckému panství je mlýn uváděn v roce 1750. V roce 1758 je uveden k Vavřinci, spolu s ním se mlýn stal součástí panství Rataje nad Sázavou.

#### Mlýn Církvice
Mlýn Církvice je uváděn v berní rule z roku 1654, kde je zapsán Adam Veverka jako „usedlý na mlejně o jednom kole“. Tehdy byla Církvice součástí panství Hrádek nad Paďousy (Červený Hrádek). Zakrátko přešla Církvice do majetku sázavského kláštera. V roce 1721 požádal Jakub Veverka opata a konvent svatopetrského kláštera o zhotovení nového zápisu o vydání mlýna zděděného po otci, neboť původní „zápis ohněm zmařen byl“. Rodina Veverků poté užívala mlýn po několik generací. Mlýn nesl jejich jméno: Veverkovský mlýn či mlýn Veverka.

#### Mlýn Buda
K roku 1668 existuje v zásmucké matrice záznam o křtu syna jistého Marka „podruha, toho času pobývajícího ve mlejně budským“. Jako svědek je uveden Daniel Sobotka „z Bud“. To je pravděpodobně tentýž Sobotka, vedený jako mlynář původně z Nouzova. V roce 1671 se na mlýně uvádí jako mlynář Jan Sobotka. Mlýn byl součástí Vavřince a tedy i panství Rataje nad Sázavou.

#### Mlýn Davídkov
V roce 1650 je uváděn jako zdejší mlynář Mikuláš Smolík (zemřel před rokem 1669). V 18. a 19. století byl mlýn po několik generací v držení známého mlynářského rodu Sobotků. V roce 1851 se v tomto mlýně narodil spisovatel a básník Antonín Pleskot, autor několika „veršovaných románků“ a operních libret.
Počátkem 20. století byl majitelem mlýna Josef Křeček. Provozoval zde jednu z plemenných stanic Zemědělské rady pro Království české.

#### Mlýn Doubravčany
Už v roce 1672 je doložen Jan Pilař „ze mlejna pod Doubravčany, jinak z pily“. Ovšem tento mlýn a tedy i pilu nelze jednoznačně lokalizovat a ztotožnit se současným objektem. Mlýn je na současných místech zakreslen na prvním vojenském mapování z druhé poloviny 18. století.

## Rekreační oblast

#### Lázně Buda
V roce 1891 koupil mlýn Buda Jan Rančák, majitel a ředitel soukromé účetní a obchodní školy v Praze. Bohužel v témže roce mlýn vyhořel. Po opravě zde pan Rajčák otevřel výletní hostinec. Později byla pro hostinec postavena u mlýna samostatná budova. Záměrem pana Rajčáka bylo vybudování menšího lázeňského či rekreačního komplexu s „vodoléčebným ústavem“. Projekt nebyl úspěšný a tak pan Rajčák zanedlouho objekt prodává.

#### Kaple Nanebevzetí Panny Marie
Dodnes stojící kapli nechal postavit pan Rajčák nad mlýnem u dnešního objektu nazvaného „Domov Buda“. Kaple je spíše malým kostelíkem a byla vysvěcena 9. září 1900. Měla sloužit „letním obyvatelům tohoto půvabného místa, jejichž značný počet dá se tu očekávati a byla jim tak poskytnuta příležitost v místě samém zúčastniti se bohoslužeb.“

#### Vila Viktoria, Domov Buda
Pozemky nad mlýnem Buda koupila v roce 1905 Františka Kašparová, manželka nájemce Rančákova hostince ve mlýně. Manželé zde vybudovali vilu nazvanou Viktoria, jež byla i dále přestavována a rozšiřována. Pokoje ve vile byly pronajímány letním hostům, zejména Pražákům. Objekt vystřídal několik majitelů až jej v roce 1923 koupil spolek Zemgor. Spolek Zemgor, jehož oficiální název zněl „Sjednocení ruských činitelů městských a venkovských samospráv v Československé republice se sídlem v Praze“ a byl založen roku 1921 především bývalými představiteli ruské Strany socialistů-revolucionářů tzv. eserů.
Za výrazné podpory československého ministerstva zahraničí zde vzniklo sanatorium pro ruské uprchlíky. Od zadluženého spolku převzal sanatorium v polovině 30. let Československý červený kříž. Vznikla tak ozdravovna určená hlavně pro ruské uprchlíky nemocné především tuberkulózou. V letech 1949–1950 zde byly krátce ubytovány řecké děti, které přišly do Československa po ukončení řecké občanské války. I později vila sloužila hlavně sociálním účelům. Vilu užívá poskytovatel sociálních služeb „Domov Buda“, který pečuje o dospělé s chronickým duševním onemocněním či mentálním postižením.

#### Vila Zdenka, Davídkov
V roce 1903 si novinář a nakladatel Václav J. Nedvídek (1845–1912) postavil nedaleko mlýna Davídkov vilu. Pojmenoval ji po své manželce, rozené Pleskotové, „Zdenka“. Ta byla sestrou spisovatele Antonína Pleskota, narozeného v blízkém mlýně Davídkov. V roce 1930 byla vila přebudována na hostinec nabízející ubytování v tzv. letních bytech.

## Geomorfologie
Část údolí Vavřineckého potoka mezi obcemi Nesměň a Doubravčany spadá do západního okraje Malešovické pahorkatiny jež je částí podcelku Kutnohorská plošina patřící k Hornosázavské pahorkatině. Ta je součástí podsoustavy Českomoravská vrchovina.

## Geologie
Geologické podloží širšího okolí jižně od Zásmuk, včetně Vařineckého údolí je tvořeno severním okrajem kutnohorského krystalinika mladšího proterozoického stáří. Je vytvářeno dvojslídnými ortorulami s vložkami migmatitů a svorem. Ze slíd převládá biotit – tmavá slída. Na jednotlivých lokalitách se ortoruly liší obsahem granátu a jiných příměsí a také rozsahem deformace. Severozápadní okraj tvoří ostrůvky druhohorních sedimentů České křídové tabule. Usazeniny svrchní křídy-(spodní-střední turon), jsou složeny z písčitých slínovců a jílovců, místy spongilitických (opuky).
Kvarterní překryv je tvořen fluviálními sedimenty - tvoří jej sprašové hlíny jílovitoprachovitého až písčitoprachovitého sedimentu, které tvoří místy až několik metrů silnou návěj. Dno údolí je tvořeno hlinitopísčitými štěrkovými náplavami.

## Klima
Vavřinecké údolí patří do mírně klimatické oblasti, pro kterou je charakteristické dlouhé, teplé, mírně suché léto a mírně teplá zima s poměrně krátkým sněhovým pokryvem.

## Flóra
V údolí je řada lokalit s cennou přirozenou vegetací. Vyskytuje se zde mnoho původních druhů, vytvářejících rostlinná společenstva. Lesy na svazích kolem potoka jsou tvořeny nepůvodními monokulturami, příkladem je smrk ztepilý, modřín opadavý. Níže v údolí pak najdeme dubohabřiny či acidofilní doubravy. Keřové patro tvoří zejména mladé javory či bez černý.
V údolní nivě, tvořené meandrujícím potokem se zachovaly zbytky přirozených mokřadních olšin jako je olše lepkavá, vrbiny – vrba jíva a vrba křehká. Najdeme zde i střemchové jaseniny – střemcha obecná a jasan ztepilý.
Bezlesá skála nad chatovou osadou Buda je strmým skalnatým svahem. Svah je porostlý řídkým smíšeným lesem tvořeným duby, buky a borovicemi. Na bezlesém temeni svahu je malé vřesoviště s vřesem obecným. Na vřesoviště navazuje paseka s bylinným porostem sítiny klubkaté, třtiny křovištní a lipnice luční.

## Louky kolem potoka
Pod usedlostí Nouzov se na dně údolí rozkládají sušší nekosené a vlhčí květnaté louky. Převládajícími rostlinami jsou chrastice rákosovitá, řebříček luční, lopuch plstnatý, kopřiva dvoudomá či svízel bílý.
Mimo meandrující úseky potoka převládají dvakrát ročně kosené louky s dominantním ovsíkem vzpřímeným, psárkou luční, jitrocelem kopinatým, krvavcem totenem, svízelem bílým a řebříčkem lučním. Kolem luk najdeme rumištní vegetaci s kopřivou dvoudomou.

## Rybníky
V údolí se nachází pět rybníků a jeden malý lesní rybníček v lese nad údolím. Soustava dvou neudržovaných rybníků patří k obci Nouzov. Rybníky mají zachovalou litorální vegetaci. Na hrázích jsou ponechány staré stromy, hlavně duby. Na severní straně většího z rybníků roste nízká rákosina s dominantní tajničkou rýžovitou. Ve směru k jižnímu břehu se střídají společenstva: na vodní hladině okřehek menší. Najdeme zde rákosiny stokatých vod a niv nížinných řek s dominancí chrastice rákosovité. Vegetace obnaženého dna tvoří dvouzubec černoplodý. Na vlhkých smilkových loukách roste sítina rozkladitá.
Ostatní tři rybníky, jeden pod tábořištěm Tábornické unie, další u mlýna Davídkov a před obcí Doubravčany mají upravené břehy a jsou téměř bez vegetace.
Nad rybníkem u Doubravčan se v mírném svahu vyskytuje suchomilná vegetace tvořená řebříčkem lučním, violkou vonnou a křivatcem lučním. Na kraji lesa roste hojně ptačí zob obecný, bez červený či křivatec žlutý.

#### Lesní rybníček
Rybníček se nachází na levém břehu potoka nad údolím mezi jehličnany v místě zvaném „U Starého zámku“. Má částečně zachovalé porosty mokřadní vegetace se zblochanem vzplývavým, na okolních vlhkých loukách lze nalézt skřípinu lesní, na vodní hladině závitku mnohokořennou a okřehek menší, u břehu rybníčka rákosiny se zevarem vzpřímeným. V mírně tekoucích eutrofních vodách pak rdestík hřebenitý. V lesíku roste bledule jarní Leucojum vernum, ta sem byla pravděpodobně uměle vysazena a nejedná se o původní druh. Je zařazena na seznam ohrožených druhů kategorie C3. Na tomto seznamu je také tajnička rýžovitá Leersia oryzoides.

## Fauna a flóra
V okolí Vavřineckého potoka se nachází rozmanitá stanoviště, z nichž z hlediska výskytu živořichů jsou nejvýznamnější rybníky s přilehlými mokřady, btehy potoka, nivní louky a smíšené lesní porosty. Ty jsou domovem nejrůznějších druhů pavuků, hmyzu a jiných bezobratlých živočichů. Zoologickáý průzkum provedený v roce 2018 byl zaměřený zejména na pavouky, vybrané druhy brouků, motýlů, vážek a dalších obratlovců.

#### Rybníky, mokřady a břehy potoka
Řada drobných živočichů žije v rybnících. Ve volné vodě se vyskytují drobní korýši: např. perloočky a buchanky a mnoho zástupců hmyzu ke kterým patří také vodní brouci: vodomilové a potápníci. Na hladině pak můžeme sledovat rejdící ploštice-bruslařky nebo nymfy vážek, jejichž dospělci létají nad vodní hladinou a podél břehů. Žije zde mnoho poměrně běžných druhů vážek: např. šídlatka páskovaná a velká, šidélko brvonohé, kroužkované, malé, páskované, rudoočko, ruměnné a větší a velké. Další je lesklice měděná, nebo vážka černořitná, čtyřskvrnná a vážka rudá.
Mezi vzácnější a také ohrožené druhy patří klínatka vidlitá, reofilní druh tekoucích vod, žijící zejména v podhorských řekách, v říčkách s kamenitým, štěrkovým či písčitým dnem. Pomalu tekoucí potoky obývá vážka hnědoskvrnná, podél potoka se vyskytuje nápadná motýlice obecná.
Pestrou faunu břehů potoka a mokřadů doplňují vzácní střevlíci Acupalpuis dubius a Claenius tristis. Ohroženým pavoukem je i křižák Herův, druh typický pro mokřady. V rákosinách žije křižák lesklý. V litorálních porostech stojatých vod žije snovačka proměnlivá. Nejen na květech v mokřadech ale i na sušších místech se vyskytuje běžník skvostný, na keřích kolem potoka pak vzácná pavučenka srnčí.
Najdeme zde i několik ohrožených druhů obratlovců. Rozmnožuje se zde čolek obecný, ropucha obecná a skokan hnědý a trvale zde žijící skokan zelený. Plazy zde zastupuje užovka obojková. Mezi vzácnější druhy ptáků, kteří sem zalétají za potravou patří moták pochop a volavka popelavá. V březích Vavřineckého potoka hnízdí ledńáček říční.

### Louky nivní
Podél potoka, tvořícího osu údolí se rozkládají různě široké pásy nivních luk. Na loukách se vyskytuje pestrá hmyzí fauna, hlavně různí denní motýli. Kromě běžných druhů jako je bělásek řeřichový, řepkový, řepný a zelný také žluťásek řešetlákový a čilimníkový, modrásek jehlicový a krušinový, ohniváček černoskvrnitý a černokřídlý. Také můžeme najít několik druhů okáčů a perleťovců. Vyskytuje se zde také motýl zvláště chráněný a evropsky významný - ohniváček černočárný, který se do Čech rozšířil po roce 2000 z Moravy. Nyní je na vlhkých lokalitách čato k vidění. Živnou rostlinou jsou širokolisté šťovíky. K významným zde nalezeným broukům patří pestře zbarvený drabčík Paederus schoenherri. V Čechách jej nalezneme pouze v lokalitách okolí Prahy či východně od Prahy mezi Labem a Sázavou. Ke zvláště chráněným i když v současně době poměrně hojným druhům patří zlatohlávek tmavý. Můžeme jej vidět na květech na loukách v celém údolí. Na sušších místech se vyskytuje ještěrka obecná a slepýš křehký.

#### Brouci
Tato místa hostí některé význačné druhy bezobratlých. Například vzácné pavouky jako je pavučenka plachetnatková, plachetnatka bledá, což je vzácný druh vyskytující se v lesním dentritu a mechu od nížin až vysoko do hor. Na keřích a spodních větvích lesních okrajů či skalnatých svahů se vyskytuje křižák hajní. Mezi typické obyvatele lesních okrajů v nivách poblíž vodních toků patří denní motýli batolci. Dva druhy spatřené ve Vavřineckém údolí patří i dva zvláště chráněné: batolec červený vázaný na topoly a batolec duhový živící se na vrbách. Žije zde i mnoho dalších druhů drobných bezobratlých. Různé druhy štírků, sekáčů, roztočů, stonožek a mnohonožek. Najdeme zde také různé druhy hmyzu v nejrůznějších vývojových stádiích. Vyyskytuje se zde např. náš největší druh střevlíka - střevlík fialový, hajní, hladký, vrásčitý a zahradní či střevlík zlatolesklý. Výskyt posledně jmenovaného souvisí s polohou území poblíž Polabské nížiny a Středočeské pahorkatiny. S polohou údolí souvisí i výskyt vzácného drabčíka Rugilus mixtus, žijího především v rostlinných zbytcích, jeho dospělci pak na čerstvě pokáceném jehličnatém dřevě. Mnoho druhů brouků žije na starém dřevě či stromových dutinách. Sem patří například krasci a tesaříci. Mnoho dalších druhů je nepatrných a prakticky neviditelných. K nápadnějším patří lesák rumělkový, jež je zvláště chráněný. Larvy byly nalezeny pod kůrou pokácené olše na břehu rybníka v okolí usedlosti Nouzov. U rybníka v osadě Davídkov byl nalezen tesařík Pronocera angusta, patřící dříve k nejvzácnějším tesaříkům. Dnes je hojnější, žije převážně ve smrčinách. V lesích okolí Davídkova najdeme i reliktního bezkřídlého nosatce Echinodera hypocrita. Dříve zde byl nalezen i pýchavkovník červcový, zařazený na Červený seznam IUCN v kategorii zranitelných. Zvláštní biotop v údolí je bezlesá skála nad vavřineckým potokem nad zahrádkářskou kolonií Buda, kde se vyskytuje odlišná, suchomilnější fauna. Některé druhy střevlíků byly nalezeny pouze v této lokalitě. Příkladem je střevlík Amara sursitans, Bradycellus harpalinus, Bradycellus verbasci, Harpalus honestus, Harpalus rufipalpis nebo svižník Cicindela hybrida. Na písčitém svahu žije chráněný svižník polní. Představitel zlatohlávků je zde listorohý brouk Valgus hemipterus.

#### Pěvci
V údolí Vavřivecko potoka hnízdí řada běžných druhů pěvců. Například brhlík lesní a menší, červenka obecná, drozd zpěvný a drozd kvíčala, kos černý, králíček ohnivý, lejsek černohlavý, pěnice černohlavá a slavíková, pěnkava obecná, střízlík obecný, sýkora babka, koňadra, modřinka či šoupálek dlouhoprstý. Mezi vzácnější zde žijící druhy zvláště chráněné či zařazené na červený seznam IUCN patří v korunách hnízdící žluva hajní, v dutinách stromů lejsek šedý, zaslechnout můžeme i krkavce velkého.
Mezi nepěvce jsou zařaděni šplhavci. V údolí byli zaznmenány čtyři druhy: datel černý, strakapoud malý a velký a žluna zelená. V lesním porostech hnízdí i čáp černý.

## Ohrožené druhy rostlin
Zoologickým průzkumem bylo v roce 2018 ve Vavřineckém údolí zjištěno 20 druhů zvláště chráněných živočichů. Ze 135 druhů cévnatých rostlin byly dva druhy zařazeny na Červený seznam ohrožených druhů rostlin v ČR a to bledule jarní a tajnička rýžovitá.